# Boliviaans voetbalelftal in 1983
Het Boliviaans voetbalelftal speelde in totaal acht officiële interlands in het jaar 1983, waaronder vier wedstrijden in de strijd om de Copa América. La Verde ("De Groenen") stond onder leiding van Wilfredo Camacho.

## Balans
| Wedstrijden | Wedstrijden | Wedstrijden | Wedstrijden | Doelpunten | Doelpunten | Doelpunten | Punten |
| Gespeeld    | Winst       | Gelijk      | Verlies     | Voor       | Tegen      | Saldo      | Punten |
| ----------- | ----------- | ----------- | ----------- | ---------- | ---------- | ---------- | ------ |
| 8           | 1           | 2           | 5           | 10         | 16         | –6         | 0.500  |

## Interlands
|                                                    |                  |       |                                           |                                                                                       |
| 19 juli Vriendschappelijk № 146 «onderlinge duels» | Bolivia          | 1 – 2 | Chili                                     | Estadio Hernando Siles, La Paz Toeschouwers: 16.000 Scheidsrechter: Jorge Pavon (BOL) |
| 19 juli Vriendschappelijk № 146 «onderlinge duels» | Carlos Borja 80' |       | 13' José Aravena 78' Juan Carlos Letelier | Estadio Hernando Siles, La Paz Toeschouwers: 16.000 Scheidsrechter: Jorge Pavon (BOL) |

|                                                       |                                      |       |                      |                                                                                        |
| 3 augustus Vriendschappelijk № 147 «onderlinge duels» | Bolivia                              | 2 – 1 | Paraguay             | Estadio Hernando Siles, La Paz Toeschouwers: 16.000 Scheidsrechter: Óscar Ortubé (BOL) |
| 3 augustus Vriendschappelijk № 147 «onderlinge duels» | Gastón Taborga 78' Jorge Camacho 86' |       | 90+4' Aldo Florentín | Estadio Hernando Siles, La Paz Toeschouwers: 16.000 Scheidsrechter: Óscar Ortubé (BOL) |

|                                                       |                  |       |                                                           |                                                                                  |
| 5 augustus Vriendschappelijk № 148 «onderlinge duels» | Bolivia          | 1 – 3 | Paraguay                                                  | Estadio Ramón Tahuichi, Santa Cruz Toeschouwers: 16.000 Scheidsrechter: onbekend |
| 5 augustus Vriendschappelijk № 148 «onderlinge duels» | Silvio Rojas ??' |       | ??' Rogelio Delgado ??' Aldo Florentín ??' Aldo Florentín | Estadio Ramón Tahuichi, Santa Cruz Toeschouwers: 16.000 Scheidsrechter: onbekend |

|                                                   |         |                     |          |                                                                                            |
| 14 augustus Copa América № 149 «onderlinge duels» | Bolivia | 0 – 1               | Colombia | Estadio Hernando Siles, La Paz Toeschouwers: 40.000 Scheidsrechter: Gabriel González (PAR) |
| 14 augustus Copa América № 149 «onderlinge duels» |         | 74' Alex Valderrama |          | Estadio Hernando Siles, La Paz Toeschouwers: 40.000 Scheidsrechter: Gabriel González (PAR) |

|                                                   |                  |       |                    |                                                                                        |
| 21 augustus Copa América № 150 «onderlinge duels» | Bolivia          | 1 – 1 | Peru               | Estadio Hernando Siles, La Paz Toeschouwers: 45.000 Scheidsrechter: Jorge Romero (ARG) |
| 21 augustus Copa América № 150 «onderlinge duels» | Erwin Romero 66' |       | 89' Franco Navarro | Estadio Hernando Siles, La Paz Toeschouwers: 45.000 Scheidsrechter: Jorge Romero (ARG) |

|                                                        |                                                                             |       |                                              |                                                                                   |
| 24 augustus Vriendschappelijk № 151 «onderlinge duels» | Chili                                                                       | 4 – 2 | Bolivia                                      | Estadio Carlos Dittborn, Arica Toeschouwers: — Scheidsrechter: Victor Ojeda (CHI) |
| 24 augustus Vriendschappelijk № 151 «onderlinge duels» | Juan Carlos Letelier 10' José Aravena 15' José Aravena 22' José Aravena 42' |       | 35' (pen.) Ovidio Mezza 52' Fernando Salinas | Estadio Carlos Dittborn, Arica Toeschouwers: — Scheidsrechter: Victor Ojeda (CHI) |

|                                                   |                                               |       |                                         |                                                                                   |
| 31 augustus Copa América № 152 «onderlinge duels» | Colombia                                      | 2 – 2 | Bolivia                                 | Estadio El Campín, Bogota Toeschouwers: 45.000 Scheidsrechter: José Vergara (VEN) |
| 31 augustus Copa América № 152 «onderlinge duels» | Alex Valderrama 2' Nolberto Molina 60' (pen.) |       | 78' José Milton Melgar 80' Silvio Rojas | Estadio El Campín, Bogota Toeschouwers: 45.000 Scheidsrechter: José Vergara (VEN) |

|                                                   |                                      |       |                  |                                                                                   |
| 4 september Copa América № 153 «onderlinge duels» | Peru                                 | 2 – 1 | Bolivia          | Estadio Nacional, Lima Toeschouwers: 50.000 Scheidsrechter: Guillermo Budge (CHI) |
| 4 september Copa América № 153 «onderlinge duels» | Franco Navarro 6' Franco Navarro 21' |       | 47' Ovidio Mezza | Estadio Nacional, Lima Toeschouwers: 50.000 Scheidsrechter: Guillermo Budge (CHI) |

## Statistieken
| Eduardo Terrazas   | 1962-03-06 | Club Blooming     | 7 | 1 | 0 | 8  | 0  |
| Hebert Hoyos       | 1956-04-29 | Oriente Petrolero | 1 | 0 | 0 | 11 | 0  |
| Verdediging        |            |                   |   |   |   |    |    |
| Carlos Urizar      | 1957-01-16 | Club Bolívar      | 8 | 0 | 0 | 8  | 0  |
| Ramiro Vargas      | 1958-10-22 | Club Bolívar      | 7 | 0 | 0 | 19 | 0  |
| Edgar Vaca         | 1956-05-02 | Guabirá           | 5 | 0 | 0 | 26 | 0  |
| Rolando Coimbra    | 1960-02-25 | Guabirá           | 5 | 0 | 0 | 5  | 0  |
| Roberto Pérez      | 1960-04-17 | Club Bolívar      | 4 | 0 | 0 | 4  | 0  |
| Carlos Arias       | 1956-08-26 | Club Bolívar      | 4 | 0 | 0 | 4  | 0  |
| Middenveld         |            |                   |   |   |   |    |    |
| Erwin Romero       | 1957-07-27 | Club Bolívar      | 8 | 0 | 1 | 35 | 3  |
| José Milton Melgar | 1959-09-20 | Club Blooming     | 7 | 0 | 1 | 11 | 1  |
| Carlos Borja       | 1956-12-25 | Club Bolívar      | 4 | 1 | 1 |    |    |
| Johnny Villarroel  | 1955-04-05 | Jorge Wilstermann | 4 | 0 | 0 | 8  | 0  |
| David Paniagua     | 1959-04-30 | Club Blooming     | 3 | 1 | 0 | 12 | 1  |
| Edgar Castillo     | 1957-04-17 | Club Blooming     | 3 | 0 | 0 | 3  | 0  |
| Jorge Camacho      | 1956-03-13 | Oriente Petrolero | 1 | 3 | 1 | 8  | 1  |
| Reynaldo Zambrana  | 1957-07-20 | The Strongest     | 0 | 1 | 0 | 1  | 0  |
| Aanval             |            |                   |   |   |   |    |    |
| Ovidio Mezza       | 1952-12-12 | The Strongest     | 5 | 0 | 2 | 37 | 8  |
| Silvio Rojas       | 1959-11-03 | Club Blooming     | 3 | 4 | 2 | 17 | 4  |
| Fernando Salinas   | 1960-05-18 | Club Bolívar      | 3 | 1 | 1 | 4  | 1  |
| Miguel Aguilar     | 1953-09-29 | Oriente Petrolero | 3 | 0 | 0 | 34 | 10 |
| Jesús Reynaldo     | 1954-05-22 | Club Bolívar      | 2 | 1 | 0 | 17 | 4  |
| Gastón Taborga     | 1960-11-11 | Club Blooming     | 1 | 2 | 1 | 16 | 2  |

FBF · A-internationals · Selecties · Bondscoaches · Statistieken · Boliviaans vrouwenelftal · Olympisch elftal · Bolivia U21 · Bolivia U20 · Bolivia U19 · Bolivia U18 · Bolivia U17
1926–1949 · 
1950–1959 · 
1960–1969 · 
1970–1979 · 
1980–1989 · 
1990–1999 · 
2000–2009 · 
2010–2019 ·
2020−2029
CC 1999
WK 1930 · 
WK 1950 · 
WK 1994
1926 · 
1927 · 
1927 · 1928 · 1929 · 
1930 · 
1931 · 1932 · 1933 · 1934 · 1935 · 1936 · 1937 · 
1938 · 
1939 · 1940 · 1941 · 1942 · 1943 · 1944 · 
1945 · 
1946 · 
1947 · 
1948 · 
1949 · 
1950 · 
1951 · 1952 · 
1953 · 
1954 · 1955 · 1956 · 
1957 · 
1958 · 
1959 · 
1960 · 
1961 · 
1962 · 
1963 · 
1964 · 
1965 · 
1966 · 
1967 · 
1968 · 
1969 · 
1970 · 
1971 · 
1972 · 
1973 · 
1974 · 
1975 · 
1976 · 
1977 · 
1978 · 
1979 · 
1980 · 
1981 · 
1982 · 
1983 · 
1984 · 
1985 · 
1986 · 
1987 · 
1988 · 
1989 · 
1990 · 
1991 · 
1992 · 
1993 · 
1994 · 
1995 · 
1996 · 
1997 · 
1998 · 
1999 · 
2000 · 
2001 · 
2002 · 
2003 · 
2004 · 
2005 · 
2006 · 
2007 · 
2008 · 
2009 · 
2010 ·
2011 · 
2012 · 
2013 · 
2014 · 
2015 · 
2016 ·
2017 ·
2018 ·
2019 ·
2020 ·
2021 ·
2022 ·
2023 ·
2024
Algerije ·
Andorra ·
Argentinië ·
Brazilië ·
Bulgarije · 
Chili ·
Colombia ·
Costa Rica ·
Cuba ·
Curaçao ·
DDR ·
Duitsland ·
Ecuador ·
Egypte ·
El Salvador ·
Finland ·
Frankrijk ·
Griekenland ·
Guatemala ·
Guyana ·
Haïti ·
Honduras ·
Hongarije ·
Ierland ·
IJsland ·
Irak ·
Iran ·
Jamaica ·
Japan ·
Joegoslavië ·
Kameroen ·
Letland ·
Mexico ·
Myanmar ·
Nicaragua ·
Noord-Korea ·
Oezbekistan ·
Panama ·
Paraguay ·
Peru ·
Polen ·
Portugal ·
Roemenië ·
Rusland ·
Saoedi-Arabië ·
Senegal ·
Servië ·
Slowakije ·
Spanje ·
Trinidad en Tobago ·
Tsjecho-Slowakije ·
Uruguay ·
Venezuela ·
Verenigde Arabische Emiraten ·
Verenigde Staten ·
Zuid-Afrika ·
Zuid-Korea ·
Zwitserland